# Antonio Castagneri
Antonio Castagneri detto Tòni dìi Toùni (Balme, 17 gennaio 1845 – Monte Bianco, 18 agosto 1890) è stato un alpinista e guida alpina italiano.
La sua figura è ricordata per il gran numero di prime ascensioni effettuate, ben 43, una cifra tra le più alte per l'epoca.

## Biografia
Avvezzo fin dalla giovane età a muoversi tra le rocce del proprio villaggio ed a valicare gli alti colli ghiacciati per svolgere abitualmente il contrabbando con la vicina Savoia, egli seppe ben presto trasformarsi in valente guida scorgendo nell'avvio della trasformazione turistica un modo per sollevare le sorti economiche dell'economia valligiana.
Il 24 dicembre 1874, con gli alpinisti Martelli e Vaccarone, salendo l'Uia di Mondrone, inaugurò la pratica dell'alpinismo invernale effettuando la prima ascensione di questo tipo in Italia.
Antonio Castagneri divenne compagno fidato dei principali alpinisti dell'epoca e, con alcuni di essi, fu legato da profonda amicizia, come con Guido Rey, che lo considerava un vero maestro di alpinismo.
Quando già il suo paese poteva contare su un consistente numero di guide alpine e gli effetti del turismo e della villeggiatura stavano trasformando in profondità la sua economia egli, che di questo dinamismo ne era stato il promotore, scomparve durante la ricerca di una nuova via di ascesa al Monte Bianco, mentre con la guida di Valtournanche Jean-Joseph Maquignaz accompagnava il giovane conte Umberto Scarampi di Villanova. Travolti dalla bufera nella notte del 18 agosto 1890, i loro corpi non furono mai ritrovati.
Ad Antonio Castagneri fu dedicato l'ecomuseo delle Guide Alpine di Balme, inaugurato il 30 novembre 2002, che ne ripercorre le gesta alpinistiche insieme alle vicende storiche e culturali del villaggio che lo vide nascere.